# Friends (ビジュアルノベル)
『Friends』（フレンズ）は、2012年3月23日にAileより発売された18禁恋愛アドベンチャーゲームである。スマイルラリーよりMobage版、リッチマンよりGREE版も配信されている。

## 概要
（出典：）
『relations sister×sister.』に続くAileブランドの第2作。プロデューサー兼ディレクターのみやびによれば、前作で好評だった原画・グラフィックを原画のかみやまねきと共にさらに強化し、より可愛く見える構図やクォリティーアップに注力した。また前作の舞台が「家」「学園」「バイト先」の3軸だったのを、本作では「寮」「学園」の2軸にして、よりヒロインとの接点を多くした。その一方で「人が誰かを好きになるには理由がある」という観点から、美少女ゲームによくある「幼馴染み」「義妹」など“黙っていてもヒロインが主人公に寄ってくる”ような設定は外している。

## ストーリー
（出典：）
日向恵は、元女子校の私立柱島（はしらじま）学園へ転入し、彩雲（さいうん）寮へ入寮。しかし彩雲寮は女子寮で、寮生達は「恵」という名前から転入生を女子だと思い込んでいたため大パニック。寮長・優香の計らいで無事に入寮できたものの、女子寮で男子1人だけという恵のドタバタな生活が始まる。

## 登場人物
（出典：）

### 主人公
日向 恵（ひゅうが けい）
本作の主人公。私立柱島学園2年。父親がベトナムへ転勤となり、母親も父に付いていってしまったため、2年前まで女子校だった柱島学園へ編入し、（女子寮とは全く知らず）彩雲寮へ男子1人で入寮することになる。さすがに女子と同じフロアで寝るのはまずいため、1階のリビング隣の元物置部屋を片付けて、そこで寝起きしている。学園のクラスでも男子1人だけで、周囲から珍獣のように注目される毎日。平穏に生活したいと思っているが、個性的な寮生達や学園の様々なできごとに日々振り回されている。

### 彩雲寮生（ヒロイン）
彩雲寮は柱島学園の女子寮で、恵の他に5人の女子が入寮している。1階にリビング・食堂・台所・浴室・恵の居室の元物置部屋があり、2〜3階に女子の居室がある。食事作りや共有スペースの掃除は当番制だが、料理好きの優香が当番者に代わって食事を作ってしまうことも多い。
最上 結衣（もがみ ゆい）
声 - 小倉結衣
身長162cm B85/W56/H84
学園2年。恵と同級生で、クラス委員長および学生会の副会長を務める。真面目な優等生だが気が強くて口うるさく、多くの学生達から疎まれており、何でも自分一人でやろうとしてしまう。男嫌いで、特に恵とは最悪の出会い方だったため、何かとぶつかっている。
シェーア・ビスマルク（Scheer Bismarck）
声 - 卯衣
T168 B88/W59/H86
学園2年で恵と同級。生粋のドイツ人だが、生まれも育ちも日本のためドイツ語はしゃべれず、古風な口調の日本語を話す。フェンシングの経験者で、現在は剣道部で練習に打ち込んでいる。性格は真面目で厳しく、男性に対しては潔癖で恵のことを変態呼ばわりしている。
涼月 英里歌（すずつき えりか）
声 - 榊るな
T154 B75/W54/H76
学園2年で恵と同級。天真爛漫だがズボラで、昼間からよく居眠りしており、なぜか恵のロッカーを自分の巣にしている。恵を「メグちゃん」、シェーアを「シェーちゃん」などと独特のあだ名で呼び、年下の澪を「チビすけ」と呼んでいるが実は彼女の方が小柄。優香のことだけは「優香さま」と呼んで恐れている。
那知 優香（なち ゆうか）
声 - 井村屋ほのか
T166 B86/W58/H86
学園3年。彩雲寮の寮長。おっとりのんびりした性格で、恵の入寮もすんなり認めたが、時々にこやかな顔でダークな雰囲気を漂わせ、恵をからかう小悪魔な面もある。料理が得意で、よく他の寮生の代わりに食事を作っている。
鈴谷 澪（すずや みお）
声 - 北見六花
T158 B80/W55/H78
学園1年。地味でおとなしく、恵とは寮生の中で唯一素直に会話している。寮の裏庭に広大な畑を作り、牛の栄子（えいこ）も飼っており、寮で使われる野菜と牛乳は彼女の働きに依っている（その代わりに寮費を免除されている）。英里歌を「師匠」と呼んでいる。

### サブキャラクター
伊吹 尚美（いぶき なおみ）
声 - 青葉りんご
学園2年。恵の同級生で結衣の親友。明るく人懐っこいが超マイペースで、恵の昼食のパンをたかったり、寮の夕御飯に押しかけたりしている。

## スタッフ
- 原画 - かみやまねき
- シナリオ - きゆずかだい・あきさかな・文左衛門
- 音楽制作 - 如月玲司、大和環、デリケートな部分
- 企画・プロデュース・ディレクション - みやび

## 主題歌
オープニングテーマ「君と一緒に」
歌 - 陽衣 / 作曲 - 如月玲司
エンディングテーマ「Friends」
歌 - 陽衣 / 作曲 - 如月玲司
※ソフマップ購入特典のオリジナルサウンドトラックCDに、両曲のフルバージョン／インストゥルメンタルを収録。